# Cassephyra extremata
Cassephyra extremata là một loài bướm đêm trong họ Geometridae.